# Fumiko Hayashi
Cet article concerne l'écrivaine. Pour l'article sur la femme politique, voir Fumiko Hayashi (femme politique).
Fumiko Hayashi (林 芙美子, Hayashi Fumiko, 31 décembre 1903 – 28 juin 1951) est une écrivaine et poétesse japonaise. Elle est une des figures majeures de la littérature japonaise et a écrit plus d'une centaine de romans et de nouvelles.

## Biographie
Née à Shimonoseki dans une famille extrêmement défavorisée, ses parents étant marchands ambulants, elle passe une enfance misérable sur les routes du Japon, avant d'aller à Tokyo à dix-huit ans. Elle fréquente alors les milieux de l’avant-garde littéraire et artistique tout en exerçant divers petits métiers pour vivre. La pauvreté continue de la poursuivre et marque son œuvre, ainsi que sa vie amoureuse tumultueuse. Plusieurs hommes partagèrent sa vie avant son mariage avec le peintre Rokubin Tezuka (手塚 緑敏, Tezuka Rokubin) en 1926.

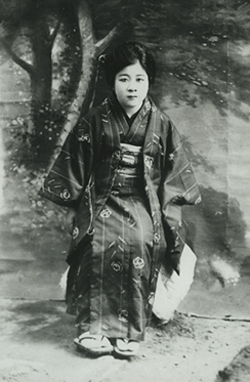
Fumiko Hayashi en 1924

En 1930, la parution de son roman autobiographique, au succès fulgurant, Chronique de mon vagabondage (放浪記, Hōrōki) lui donne une renommée et des ressources financières qui lui permettent de voyager, notamment en Chine et en France. Elle devient ensuite correspondante de guerre durant la période impérialiste du Japon et enchaîne les commandes pour divers journaux et revues.
L'après-guerre représente pour Fumiko Hayashi ses années de maturité. Elle signe alors ses plus grands chefs-d’œuvre, dont beaucoup sont adaptés au cinéma par Mikio Naruse : Derniers Chrysanthèmes (Bangiku, 1948), Nuages flottants (Ukigumo, 1949-1950) et Le Repas (Meshi, 1951), qui restera inachevé.
Ses récits distanciés sont toujours empreints d'une tendresse envers les petites gens et leurs héroïnes. Ils sont souvent largement d'inspiration autobiographique. Hayashi était devenue, dit-on, l'écrivain le plus populaire du Japon, tombant après sa mort dans l'oubli et n'ayant jamais connu la même célébrité à l'étranger. Elle décède à quarante-huit ans d'une crise cardiaque sans doute à la suite d'un excès de travail.

## Liste des œuvres traduites en français
- 1930 : Vagabonde (放浪記, Hōrōki), roman traduit par René de Ceccatty, éditions Vendémiaire, 2022.
- 1948 : Le Chrysanthème tardif (晩菊, Bangiku), dans Anthologie de nouvelles japonaises contemporaines (Tome II), nouvelle traduite par Anne Sakai, Gallimard, 1989.
- 1948 : Les Yeux bruns (茶色の眼, Chairo no me), roman traduit par Corinne Atlan, Éditions du Rocher, 2007.
- 1949 : La Ville (下街, Shitamachi), dans Les Ailes La Grenade Les Cheveux blancs et douze autres récits (1945-1960), nouvelle traduite par Fusako Saito-Hallé, Éditions Le Calligraphe-Picquier, 1986 (réédition Philippe Picquier, 1991) ; Anthologie de nouvelles japonaises (Tome II - 1945-1955) - Les Ailes La Grenade Les Cheveux blancs, nouvelle traduite par Fusako Saito-Hallé, Picquier poche, 1998.
- 1951 : Nuages flottants (浮雲, Ukigumo), roman traduit par Corinne Atlan, Éditions du Rocher, 2005 ; Picquier poche, 2012.

Les éditions Arfuyen ont publié en 2024 La Flûte de la grue, traduit et présenté par René de Ceccatty (comprenant onze textes : Dévastation, Retour en province, Recherche d’emploi, Le rocher merveilleux, Consolation, La flûte de la grue, Rendez-vous secret, Enlèvement divin, Du matin au soir, Le gobie de rivière et Centre-ville).  (ISBN 978-2-845-90368-5)